# جامعة 9 أيلول
جامعة 9 أيلول (بالتركية: Dokuz Eylül University)‏ هي جامعة عامة في إزمير في تركيا. تأسست سنة 1982.

## الكليات
- كلية التربية.
- كلية الطب.
- كلية الهندسة.
- كلية الحقوق.
- كلية الإدارة والاقتصاد.
- كلية المعمار.
- كلية الشريعة.
- كلية الفنون الجميلة.
- معهد العلوم والتكنولوجيا البحرية.
- كليات اللغات.
- كليات الآداب.